# Macroeme vittipennis
Macroeme vittipennis är en skalbaggsart som först beskrevs av Julius Melzer 1935.  Macroeme vittipennis ingår i släktet Macroeme och familjen långhorningar. Inga underarter finns listade i Catalogue of Life.